# Bodola János
Bodola János (Feldoboly, 1754. február 14. – Nagyenyed, 1836. január 14.) református lelkész, az Erdélyi református egyházkerület püspöke 1815-től haláláig.

## Élete
Kézdivásárhelyen tanult öt, a nagyenyedi kollegiumban 14, majd a leideni akadémián három évig. Leidenből hazaérkezve a nagyenyedi református község 1784 végén meghívta papjának és 1787-ben az ottani kollégium teológiai s egyháztörténeti tanszékére került, egyúttal főkönyvtárnok is volt. 1799-ben kiutazott Angliába, a kollégium építésére ott gyűjtött segély ügyének tisztázására. 1806-ban az erdélyi református egyház főjegyzőjévé választották és kilenc évig az elbetegesedett Abáts János püspök mellett ennek kötelességeit is sokszor teljesítette. 1815-ben püspökké választották és szeptember 22-én a király diplomával is megerősítette hivatalában. Felesége Deák Teréz.
Az általa képviselt egyházi cenzúrának tulajdonítható, hogy Sipos Pálnak Kant és Fichte szellemében írott eredeti művei – Egyed Péter szerint az erdélyi felvilágosodás legfontosabb művei – nem jelenhettek meg.

## Munkái
- Mint a dési református eklézsia lelkipásztora és esperese 1785. október 16-án Salánki Imre felett tartott halotti beszédet, mely a következő címmel: Ifjakhoz intéztetett, de mindeneket valóságos böltsességretanitó Bölts Regula 1787-ben Kolozsváron jelent meg
- Halotti prédikáció Kovács József nagyenyedi professzor felett 1795 (Kolozsvár, 1797)
- Szent tanítás a Szentlélek élő templomának tiszta fejérségéről (Az oroszfáji templom felszentelésén. 1808) (Kolozsvár, 1809)
- Halotti prédikáció… br. Radák Ádám… utolsó földi alkalmatosságára… 1803 (uo., 1810)
- 1762. február 13-ától naplót irt, amelyet kéziratban őriznek.